# Milheiro
Der Milheiro war ein portugiesisches Volumenmaß und die Verwendung im Salzhandel machte ihn zum Salzmaß. Verbreitet war das Maß in Porto. Das kleinere Maß war die Raza. Auf einigen Inseln Ostindiens, wie Sulu, war es der Zweitname für das dortige kleine Fruchtmaß Raga.
- 1 Milheiro =  336 Razas = 148 Hektoliter
- 1 Raza = 2222 Pariser Kubikzoll = 44,075 Liter.